# Trenulețul
"Trenulețul" (em português: Comboio) é a canção que representou a Moldávia no Festival Eurovisão da Canção 2022 que teve lugar em Turim. A canção foi selecionada através de uma final nacional a 29 de janeiro de 2022. Na semifinal do dia 10 de maio, a canção qualificou-se para a final. A canção terminou o certame em 7º lugar com 253 pontos.